# 80. peruť RAF
80. peruť (anglicky No. 80 Squadron) byla peruť Royal Flying Corps a Royal Air Force existující mezi lety 1917 a 1969. Zúčastnila se první i druhé světové války.

## Vznik a rané nasazení
Jednotka byla založena 1. srpna 1917 na základně Montrose jako stíhací jednotka vybavená stroji Sopwith Camel, a v lednu 1918 byla v této úloze odeslána na západní frontu do Francie. Německé ofenzívy na jaře 1918 zapříčinily, že jednotka byla častěji nasazována k bitevním útokům na pozemní cíle. V této roli její Camely sloužily až do konce války. Pouze jeden příslušník peruti, Harold Whistler, se tak stal esem, ačkoliv jednotka si celkově nárokovala přibližně 60 vzdušných vítězství.
V prosinci 1918 byly Camely ve výzbroji nahrazeny Sopwithy Snipe a v lednu 1919 byla peruť přeložena do Egypta, kde ale sloužila jen krátce do doby kdy byla sloučena s 56. perutí RAF.

## Obnovení a druhá světová válka

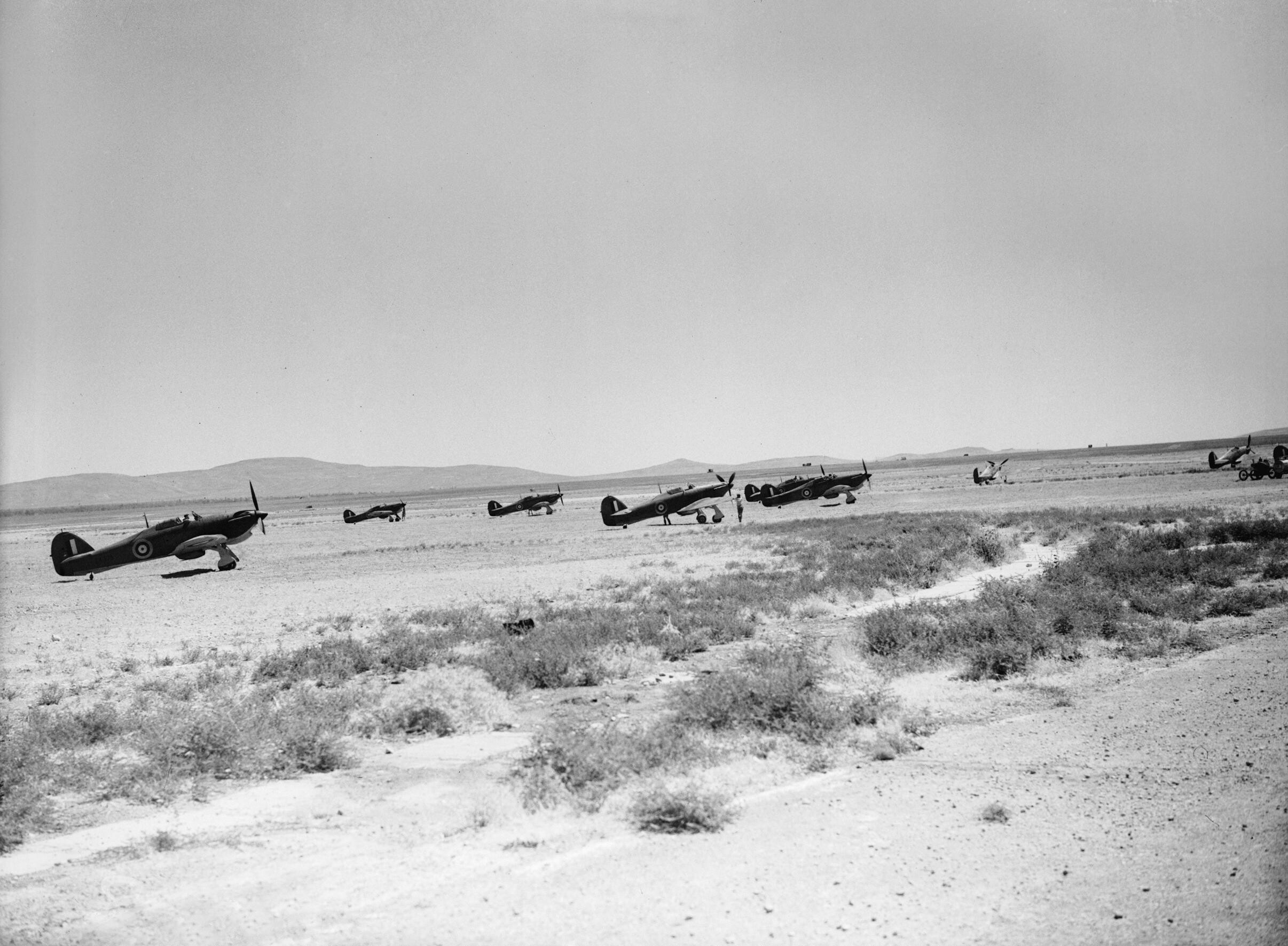
Hurricany 80. peruti v Palestině, červen 1941.

80. peruť byla reaktivována v březnu 1937 opět jako stíhací jednotka, vybavená nyní stroji Gloster Gauntlet. Ty již nicméně zastarávaly, a proto byly brzy nahrazeny stíhačkami Gloster Gladiator. V roce 1938 se s nimi peruť navrátila do Egypta jako jednotka protivzdušné obrany. Po vypuknutí druhé světové války a vstupu Itálie do ní byla peruť přesunuta na egyptsko-libyjskou hranici, ale poté, co Itálie napadla Řecko, byla jednou z jednotek vyslaných k jeho obraně. Od ledna 1941 začala být vybavována Hawkery Hurricane. Peruť během bojů v Řecku a na Krétě přišla o většinu svého vybavení a v květnu 1941 byla obnovena na základně RAF Aqir v Palestině. Odřad peruti poté operoval z Nikósie na Kypru, a její letka „A“ z Haify. V červenci 1941 se celá peruť přemístila na Kypr,  předtím než byla následující měsíc přeložena do Sýrie a o dva měsíce později pak opět do bojů v severní Africe. Během bitvy u El Alameinu poskytovala ochranu zásobovacím liniím před útokem letectev Osy. Jednotka setrvala ve Středomoří až do začátku roku 1944, kdy se vrátila na Britské ostrovy, aby se zapojila do příprav na operaci Overlord, spojenecké vylodění v Normandii. Po vylodění byla přezbrojena stroji Hawker Tempest, s nimiž se zapojila do obrany proti útokům letounových střel V-1. Po odeznění této hrozby se peruť přesunula na evropský kontinent, kde působila jako stíhací až do konce války.

## Poválečné období a rozpuštění

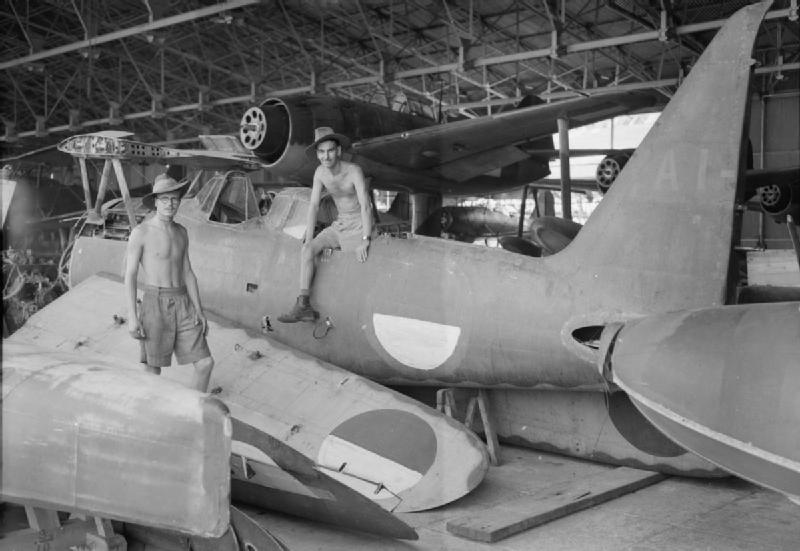
Příslušníci 80. peruti RAF u částí Micubiši F1M v markingu Indonéského letectva na letecké a hydroplánové základně v Surabáji na Jávě, leden 1946. V pozadí plovákové Kawaniši N1K.

Coby součást British Air Forces of Occupation byla peruť dislokována v německém Wunstorfu až do července 1949, kdy byla přeložena do Hongkongu. Již předtím, v roce 1948, byly její Tempesty nahrazeny Spitfiry, varianty F.24. Během čínské občanské války byla hlavním úkolem peruti obrana Hongkongu před možným ohrožením ze strany komunistických sil. 
V roce 1951 byly Spitfiry ve výzbroji jednotky nahrazeny stroji de Havilland Hornet a 1. května 1955 byla peruť v Hongkongu rozpuštěna.
Již o dva měsíce později byla reaktivována jako průzkumná na základně RAF Laarbruch a vybavená stroji English Electric Canberra, s nimiž se v červnu 1957 přesunula na základnu RAF Bruggen, kde setrvala do 28. září 1969, kdy byla rozpuštěna.

## Významní příslušníci
- David Coke
- Nigel Cullen
- Roald Dahl
- Marmaduke Pattle
- William Vale

## Užívaná letadla
| Od            | Do            | Letadlo                   | Varianta  |
| ------------- | ------------- | ------------------------- | --------- |
| Srpen 1917    | Prosinec 1918 | Sopwith Camel             |           |
| Prosinec 1918 | Únor 1920     | Sopwith Snipe             |           |
| Březen 1937   | Březen 1937   | Gloster Gauntlet          | Mk.II     |
| Březen 1937   | Listopad 1940 | Gloster Gladiator         | Mk.I      |
| Červen 1940   | Srpen 1940    | Hawker Hurricane          | Mk.I      |
| Listopad 1940 | Březen 1941   | Gloster Gladiator         | Mk.II     |
| Únor 1941     | Leden 1942    | Hawker Hurricane          | Mk.I      |
| Leden 1942    | Duben 1943    | Hawker Hurricane          | Mk.IIC    |
| Duben 1943    | Duben 1944    | Supermarine Spitfire      | Mk.VC     |
| Září 1943     | Leden 1944    | Supermarine Spitfire      | Mk.IX     |
| Leden 1944    | Duben 1944    | Supermarine Spitfire      | Mk.VB     |
| Květen 1944   | Srpen 1944    | Supermarine Spitfire      | Mk.IX     |
| Srpen 1944    | Leden 1948    | Hawker Tempest            | Mk.V      |
| Leden 1948    | Leden 1952    | Supermarine Spitfire      | F.22      |
| Leden 1951    | Květen 1955   | de Havilland Hornet       | F.3 a F.4 |
| Srpen 1955    | Září 1969     | English Electric Canberra | PR.7      |

(údaje dle:)